# Pseudocorinna gracilior
Pseudocorinna gracilior är en spindelart som beskrevs av Simon 1910. Pseudocorinna gracilior ingår i släktet Pseudocorinna och familjen flinkspindlar.
Artens utbredningsområde är Bioko. Inga underarter finns listade i Catalogue of Life.